# Бельой
 Тази статия е за селището в Белгия.  За замъка вижте Бельой (замък).  
Бельой (на френски: Belœil) е селище в Югозападна Белгия, окръг Ат на провинция Ено. Населението му е около 13 300 души (2006).

## Известни личности
Родени в Бельой
- Емили Дьокен (р. 1981), актриса
- Кристиан Ленен (1935-1999), актриса